# 佐藤光 (銀行家)
佐藤 光（さとう あきら、1925年8月18日 - 2001年1月9日 ）は、日本の銀行家。岩手銀行頭取を務めた。

## 来歴・人物
岩手県気仙郡三陸町(現大船渡市)出身。1947年9月に横浜経済専門学校を卒業し、1949年4月岩手殖産銀行(のちの岩手銀行)に入行。1974年11月に取締役に就任し、1979年12月に常務、1984年5月に専務を経て、1989年6月に頭取に就任。1996年6月に会長に退いた。
2001年1月9日、盛岡市内の病院で死去。75歳没。膀胱腫瘍につき入院していた最中の訃報となった。